# Северинівка (Кам'янський район)
Севери́нівка (рос. Севериновка; рум. Severinovca) — українське село в Кам'янському районі в Молдові (Придністров'ї).

## Опис села
Село розташоване в центральній частині району. Сільські вулиці простягнулись по обох сторонах вздовж каньйоноподібної річки Кам'янка, маловодного притоку Дністра. Конфігурація села лінійна з багаторядною забудовою. В південній частині село з'єднується з забудовою міста Кам'янка, а в північній — з селом Хрустова. За останні роки поступово зменшувалась чисельність жителів. Станом на 2008 рік в селі проживає 690 чол.
У селі проживають переважно українці — 80%, а також молдовани (близько 15%) та росіяни. Серед віруючих переважно православні.

## Історія
Северинівка отримала свою назву в честь одного із синів князя Любомирського, а раніше називалася Деренковим.
Ще в 1709 році існувало доволі значне поселення, що складалось головним чином із шляхтичів, яким князем Любомирським здавались подарункові садиби. 
Наприкінці XVIII ст. при Катерині II Северинівка була конфіскована в казну за борги князя Любомирського. В ті часи тут проживало 974 православні парафіяни, більшу частину яких складали селяни-українці. Головним заняттям жителів було хліборобство, багато промишляли візництвом. В окремих дворах займалися товарним овочівництвом на угіддях, за що отримали звання «капусники».
У 1867 р. на кошти, відпущені скарбницею, в селі збудували церкву на честь Покрова Пресвятої Богородиці. Тоді ж спорудили дзвіницю і відкрили церковно-приходську школу.
Відомо, що в 1888 р. Северинівка та інші приходи Ольгопольського повіту відвідав з інспекцією Єпископ Балтський Преосвященний Димитрій. Він випробував учнів церковноприходської школи на знання священної історії та катехизису і схвалив їх високий рівень знань.
На початку XX ст. село було охоплено селянськими хвилюваннями.
Зі становленням влади Рад поміщицька земля була перерозподілена за числом душ в кожному дворі, а біднякам роздали сільськогосподарський інвентар, насіння, худобу.
У відповідь на продрозкладку, що проводилась владою, в Северинівці було піднято антирадянське повстання. Картельний загін Червоної Армії оточив село. 70 жителів Северинівки, затриманих як учасників повстання, було розстріляно. Як додаткова міра залякування було заборонено ховати вбитих.
В середині 20-х в селі розпочалась колективізація. Жителі села згадували: «Комуни організовували з батраків. Заможніших селян стали виганяти з власних будинків, а землю, худобу та інвентар забирали в колгосп. У колгоспі не було приміщень ля худоби і годувати її не було чим. Так і губили добро». Перший колгосп в Северинівці називався «Борець праці».
В 1941 році село зайняли румунські війська, що утворили сільськогосподарську комуну. В період окупації в селі діяла підпільна антифашистська організація. Підпільники випускали листівки, саботували посів та збір урожаю.
В післявоєнний період в Северинівці було розміщено відділення Кам'янського радгоспу ім. Калініна. Радгосп базувався на вирощуванні зернових, технічних та кормових культур, садівництві та городництві.
В 60-70 рр. в селі були побудовані школа, дитячий садок, Будинок культури, магазин, фельдшерсько-акушерський пункт, розбитий парк, відкрився Літературно-меморіальний музей П. П. Вершигори та бюст героя, встановлений пам'ятник односільчанам, що загинули на фронтах війни.
В 90-ті рр. в селі був відкритий молитовний дім Покрова Пресвятої Богородиці.

## Уродженці села
- Вершигора Петро Петрович — російський радянський письменник, Герой Радянського Союзу.
- Лефтій Антоніна Володимирівна (1945) — радянська, українська актриса.
- Мариківський Євмен Іванович — український радянський диригент, педагог.